# Manuel Gavilán (Fußballspieler, 1920)
Manuel Gavilán (* 30. November 1920; † 8. März 2010) war ein paraguayischer Fußballspieler. Der Abwehrspieler bestritt 30 Länderspiele und nahm mit der Nationalmannschaft seines Heimatlandes an der Weltmeisterschaft 1950 in Brasilien teil.

## Karriere

### Verein
Manuel Gavilán spielte ab 1941 beim Club Libertad, mit dem er die Meisterschaften 1945 und 1955 gewann. 1958 beendete er dort auch seine Karriere.

### Nationalmannschaft
Gavilán gab im Februar 1947 beim Campeonato Sudamericano 1947 für die Nationalmannschaft Paraguays sein Debüt, das mit 0:6 gegen Argentinien verloren wurde. Es blieb Paraguays einzige Niederlage des Turniers, bei dem Gavilán alle Spiele seines Teams bestritt und Vizesüdamerikameister wurde. Beim Campeonato Sudamericano 1949 erreichte er mit Paraguay erneut den zweiten Platz, nachdem es im Entscheidungsspiel gegen Brasilien verloren hatte. Anschließend wurde er in den Kader Paraguays für die Weltmeisterschaft 1950 berufen und kam in den beiden Spielen gegen Schweden und Italien zum Einsatz. Beim Campeonato Sudamericano 1953 erreichte Paraguay erneut das Entscheidungsspiel gegen Brasilien, bezwang den Titelverteidiger diesmal mit 3:2 und wurde erstmals Südamerikameister. Gavilán erzielte in der 17. Spielminute den 2:0-Führungstreffer. Es blieb sein einziges Länderspieltor. Im März 1954 bestritt er bei der Qualifikation zur Weltmeisterschaft 1954 gegen Brasilien sein letztes Länderspiel.

## Erfolge
Libertad
- Primera División: 1945, 1955